# Film Europe
Film Europe je mediální společnost s pobočkami v Praze a Bratislavě, která vznikla v roce 2009. Specializuje se na distribuci evropských a festivalových filmů, provozuje také VOD platformu Edisonline a televizní kanál Film Europe Channel.

## Popis
Každoročně pořádá v České republice a na Slovensku tematické filmové přehlídky –⁠⁠⁠⁠⁠⁠ SCANDI, specializující se na severskou tvorbu, Be2Can, prezentující výběr z Berlinale, Benátek a Cannes, nebo Crème de la Crème, představující současnou francouzskou kinematografii. Film Europe provozuje také dvě kina – butikové kino Edison Filmhub v Praze (od roku 2019) a Kino Film Europe v Bratislavě. Kromě filmových aktivit společnost buduje kulturně-vzdělávací centrum ve Staré škole v Kokave nad Rimavicou.

## Historie
Společnost Film Europe roku 2009 založil Ivan Hronec. Do práce zapojil také svého syna Dominika Hronce.

## Nabídka
Film Europe uvedla v minulosti do českých a slovenských kin takové filmy, jako je Život Adéle, Narušitel systému, Toni Erdmann, Saulův syn, Komuna, Muž jménem Ove, Já, Daniel Blake, Pardon, nezastihli jsme Vás, Megalopolis, S láskou, Vaše Hilde, Bastard nebo Cizí jazyk.